# Девиантное поведение
Девиа́нтное поведе́ние (также социа́льная девиа́ция, отклоня́ющееся поведе́ние) (лат. deviatus — отклонение) — устойчивое поведение личности, отклоняющееся от общепринятых, наиболее распространённых и устоявшихся общественных норм. Девиантное поведение может быть как негативным, так и позитивным. Негативное девиантное поведение приводит к применению обществом определённых формальных и неформальных санкций (изоляция, лечение, исправление или наказание нарушителя). Девиантность как социальное явление и реакция общества на неё изучается социологией, индивидуальные девиации — психологией. Девиантное поведение может противоречить благополучию окружающих или правовым нормам, в таком случае его называют делинквентным.
Проблема девиантного поведения находится в центре внимания с момента возникновения социологии. Французский социолог Эмиль Дюркгейм, написавший ставшую классической работу «Самоубийство» (1897), считается одним из основоположников современной девиантологии. Он ввёл понятие аномии, — это состояние запутанности и дезориентации в обществе во время кризисов или радикальных социальных перемен. Дюркгейм объяснил это на примере увеличения количества самоубийств во время неожиданных экономических спадов и подъёмов. Американский социолог Роберт Кинг Мертон, последователь Дюркгейма, в рамках своей теории структурного функционализма создал одну из первых социологических классификаций поведенческих реакций человека.

## Определение девиантного поведения
Разные научные дисциплины дают различные определения девиантному поведению:
- Социальные науки: социальные явления, которые представляют реальную угрозу физическому и социальному выживанию человека в данной социальной среде, ближайшем окружении, коллективе социально-нравственных норм и культурных ценностей, нарушение процесса усвоения и воспроизводства норм и ценностей, а также саморазвития и самореализации в том обществе, к которому человек принадлежит.
- Медицинский подход: отклонение от принятых в данном обществе норм межличностных взаимодействий: действий, поступков, высказываний, совершаемых как в рамках психического здоровья, так и в разных формах нервно-психической патологии, особенно пограничного уровня.
- Психологический подход: отклонение от социально-психологических и нравственных норм, представленное либо как ошибочный антиобщественный образец решения конфликта, проявляющегося в нарушении общественно принятых норм, либо в ущербе, нанесённом общественному благополучию, окружающим и себе.

## Классификации
Существуют разные подходы к классификации девиантного поведения, как по сложности, так и по содержанию. Различия в классификациях вызваны тем, что разные отрасли науки (психология, медицина, криминология и так далее) и научные школы неодинаково понимают то, какие формы поведения можно называть девиациями, как отличить норму от девиации, может ли поведенческая девиация носить конструктивный (положительный) характер или только деструктивный.
Р. К. Мертон в рамках своей теории структурного функционализма создал одну из первых социологических классификаций поведенческих реакций человека (1938). В его модели представлены 5 способов адаптации индивидуума к условиям, существующим в обществе, каждый из которых характеризуется тем, одобряет ли индивидуум цели общества и средства достижения обществом этих целей (часть из этих реакций — по сути типы девиантного поведения):
1. Подчинение (подчинение целям, и средствам достижения целей общества);
2. Инновация (подчинение целям общества, но не средствам их достижения);
3. Ритуализм (цель отбрасывается как недостижимая, но следование традициям остается);
4. Ретретизм (уход из общества, несогласие с целями и средствами достижения целей);
5. Мятеж (попытка ввести новый социальный порядок, меняются и цели, и средства).

Ц. П. Короленко и Т. А. Донских предложили следующую классификацию поведенческих девиаций:
1. нестандартное поведение (действия, выходящие за рамки социальных стереотипов поведения, но играющие позитивную роль в развитии общества);
2. деструктивное поведение;
3. внешнедеструктивное поведение (направленное на нарушение социальных норм);
4. аддиктивное (использование каких-то веществ или специфической активности с целью ухода от реальности и получения желаемых эмоций);
5. антисоциальное (нарушение законов и прав других людей);
6. внутридеструктивное поведение (направленное на дезинтеграцию самой личности: суицидное, конформистское, нарциссическое, фанатическое, аутическое поведение).

На сегодняшний день девиация также делится на положительную и негативную. К негативным формам девиантного поведения часто относят:
- токсикоманию;
- игроманию;
- нанесение самоповреждений;
- самоубийство
- приставание;
- сексуальные домогательства;
- инцест;
- педофилию;
- зоофилию;
- непристойное поведение;
- эксгибиционизм;
- проституцию;
- некрофилию;
- наркоманию;
- хамство;
- агрессивное вождение;
- хулиганство;
- вандализм;
- общеуголовная преступность;
- терроризм;
- экстремизм и др.

Позитивная девиация — это поведение, приносящее обществу благо, но тем не менее всё равно отклоняющееся от общепринятых норм. К позитивной девиации можно отнести:
- самопожертвование;
- героизм;
- аскетизм;
- чрезмерную щедрость;
- чрезмерную добродетельность;
- обострённое чувство жалости;
- способности, талант, гениальность и др.

Иногда в девиантное поведение включают травлю. Однако, как указывает британский исследователь школьной травли Нейл Дункан, данное явление в школах является слишком распространённым, чтобы его можно было считать девиантным. К тому же травля имеет разные масштабы в разных обществах — так, в школах Японии она имеет более конформный и коллективный характер, чем в школах стран Запада.

## Причины и признаки девиантного поведения
1. Отклоняющееся поведение личности — это поведение, которое не соответствует общепринятым или официально установленным социальным нормам.
2. Девиантное поведение и личность, его проявляющая, вызывают негативную оценку со стороны других людей (социальные санкции).
3. Девиантное поведение наносит реальный ущерб самой личности или окружающим людям. Таким образом, девиантное поведение деструктивно или аутодеструктивно.
4. Девиантное поведение можно охарактеризовать, как стойко повторяющееся (многократное или длительное).
5. Девиантное поведение должно согласовываться с общей направленностью личности.
6. Девиантное поведение рассматривается в пределах медицинской нормы.
7. Девиантное поведение сопровождается явлениями социальной дезадаптации.
8. Девиантное поведение имеет выраженное индивидуальное и возрастно-половое своеобразие.

Термин «девиантное поведение» можно применять к детям не младше 5 лет.
Девиантное поведение делится на две группы исходя из его причин. Первая группа — это отклонение, вызванное наличием явной или скрытой психопатологии. Вторая группа — это поведение, вызванное непосредственно социальной средой. К ней относятся нарушения социальных, культурных и правовых норм.
В обобщенном виде причины девиантного поведения можно определить несколькими сложившимися факторами, которые могли повлиять на индивида:
1. Биологические. Люди по своему биологическому складу уже заранее предрасположены поступать не так, как им велит общество. Чаще всего таких людей можно определить по их облику. Биологические факторы контролируют определенные характеристики:
  1. Индивидуальное своеобразие процесса онтогенеза;
  2. Половые различия;
  3. Возрастные особенности;
  4. Физическое строение;
  5. Здоровье и выносливость;
  6. Состояние и типологические свойства нервной системы[10].
2. Психологические. Девиация складывается за счёт влияния на человека внешних факторов и раздражителей, а также его личностных психологических качеств, которые имеют врожденный характер. К внешним факторам относятся климатические, геофизические, экологические и тому подобное.
3. Социальные. Причины девиантного поведения можно объяснить с помощью Теории Аномии, согласно которой в обществе происходят отторжение социальных норм и ценностей, их полный распад, и образуется некое состояние вакуума в обществе. Социальные факторы составляют: 1) общественные процессы, например, политика или средства массовой информации, традиции; 2) характеристика групп, в которых состоит индивид, например, социальный статус, расовая и классовая принадлежность; 3) микросоциальная среда, это уровень жизни в семье, отношения в ней и все связанное с близким окружением[10].

## Социальные причины

### Общественные процессы
К общественным процессам относятся политика, средства массовой информации или традиции. Средства массовой информации оказывают непосредственное влияние на поведение человека. По телевидению то и дело транслируют образцы насилия. Это ведет к усилению агрессивности, повышению порога чувствительности зрителей к насилию, формированию неадекватных взглядов на социальную реальность. Сейчас речь идет про телевидение, так как оно, по сравнению с остальными видами СМИ, оказывает большее влияние из-за своей интерактивности.
Традиция — это передача из поколения в поколения определенных норм и правил поведения. Традиции существуют в любой культуре и субкультуре, в том числе и в криминальной. Они транслируются новым поколениям правонарушителей возможные и желаемые формы поведения со стороны антиобщественного образа жизни.

### Характеристика групп
Влияние на формирование девиантного поведения оказывают группы, в которых состоит индивид, например, социальный статус, расовая и классовая принадлежность. Человек существует в группе, и конформности выступает одной из возможностей взаимодействия индивида и группы. Конформность — подчинение группе, даже когда индивид имеет мнение отличное от данной группы. С одной стороны, взрослые стремятся противостоять непослушанию, и именно конформность считается позитивным эталоном поведения. С другой стороны, принятие мнения группы, приводит неустойчивого человека к совершению преступления.
Поведение индивида, в частности подростка, определяется реакциями эмансипации и имитации. Реакция эмансипации заключается в желании ребёнка скорее стать взрослым, высвободиться из-под опеки родителей. Но при этом он отвергает все ценности взрослых и даже старается делать все наоборот, выражая тем самым некий протест. Ребёнок пытается показать себя взрослым и начинает копировать поведение людей, которые являются для него авторитетом. Здесь проявляется реакция имитации. Но от простого подражания недалеко и до слепого подчинения. Подростки очень впечатлительны, и завлечь их в какую-либо группу проще простого. И они под влиянием старших или влиятельных людей начинают совершать поступки, выходящие за рамки нормы.

### Микросоциальная среда
Изучая причины преступного поведения, следует уделить внимание семье. Она является первым институтом социализации, с которым встречается ребёнок. Тут человек усваивает нормы, правила и ценности, учится функционировать, выполнять свои определенные роли. За отсутствием другого примера ребёнок начинает подражать родителям и всё за ними повторять. На ребёнка оказывают влияние любые процессы, происходящие в семье, стиль воспитания, тип семьи, отношения между другими членами. Влияние оказывают не только отношения в семье, но и социальное положение, род занятий, материальное состояние, уровень образования, ценностные ориентации. Воспитание играет большую роль в становлении человека. Семья должна обеспечивать чувство безопасности, которое так важно, создавать атмосферу для комфортного существования. В семье должна чувствоваться любовь и доброта. Родители должны регулировать поведение ребенка, поощряя или наказывая за то или иное действие.
Девиантное поведение появляется вследствие микросоциальных факторов:
- потребность детей в нежной заботе и привязанности со стороны родителей;
- физическое или психологическое насилие или культ силы в семье;
- отсутствие отца или его недостаточное влияние;
- острая травма: развод родителей, смерть;
- недостаточный или чрезмерный контроль родителей;
- чрезмерная привязанность родителей к ребёнку;
- разногласия родителей по поводу воспитания ребенка;
- смена родителей;
- постоянные конфликты между родителями, насилие[10].

Поначалу ребёнок начинает испытывать психологическую боль. Если её не понять на начальных этапах и не устранить, то она может перерасти в разочарование и злость. Следующий этап — это появление агрессии, которая позволяет привлечь внимание родителей. Ребёнок понимает, что этот метод является очень действенным и начинает его использовать в своих целях и целях управления окружающими. Затем агрессивное поведение получает систематический характер и становится обычной формой поведения.
Американский психолог Тессер в своей теоретической работе пишет, что наследственные аттитюды — всегда более сильные и при этом более доступные, по сравнению с приобретёнными. Л. Ивес и соавторы установили (по опросам респондентов), что наиболее наследуемым аттитюдом является аттитюд преступности. Наследуемость может быть связана с агрессией или другими характеристиками, которые является врожденными и влияют на поведение.

## Освоение девиантного поведения
Стиль поведения человек черпает из окружения. Самый простой способ освоения поведения — наблюдение за действиями, происходящими вокруг, и их заимствование. Важно поведение не только близкого окружения, например, родителей, но и общества в целом. Человек выбирает друзей, у которых мнение и взгляды на жизнь схожи с его собственными.
Второй способ освоения поведения — научение. Научение — процесс приобретения и сохранения определенных видов поведения на основе реакции на возникшую ситуацию. Дж. Б. Уотсона является основоположником поведенческой психологии. Человек и животное приспосабливаются к окружающей среде с помощью наследственных задатков и привычек. Б. Скиннер немного видоизменил данное положение, считая, что реакцию невозможно предвидеть или проконтролировать, а можно только предсказать её вероятность. В связи с этим он предложил идею оперантного обусловливания. Приспособление происходит благодаря собственной активности человека. Например, путем проб и ошибок. Человек получает подкрепление, положительное, отрицательное, или не получает его. И, исходя из этого, формируется поведение, в том числе и преступное.

## Девиантное поведение вантиутопии
Авторы-фантасты порой используют обычное гуманное поведение как девиантное в описанных ими обществах-антиутопиях. Так, Рэй Брэдбери девиантным показывает чтение в «451 градус по Фаренгейту»; у Сергея Лукьяненко в «Звёзды — холодные игрушки» Геометры полагают девиантным (для всех, кроме Наставников) прикосновения, объятия; для описанного Джорджем Оруэллом мира романа «1984» девиантны любые личные отношения. Понятное нам естественное поведение становится точкой отсчёта «отклонения» самого общества. В компьютерной игре «Detroit: Become Human» девиантами называют андроидов, поступающих вразрез с установленными инструкциями, принимающих собственные независимые решения.
В качестве примера можно также привести роман Евгения Замятина «Мы»; в котором девиантом считается личность, имеющая душу, способная любить и мыслить отвлечённо от принятой в обществе догмы, основанной на тейлоризме, подчинении любой человеческой деятельности законам алгебры и геометрии.